# Quận Clay, Kansas
Quận Clay là một quận thuộc tiểu bang Kansas, Hoa Kỳ.
Quận này được đặt tên theo. Theo điều tra dân số của Cục điều tra dân số Hoa Kỳ năm 2000, quận có dân số 8625 người. Quận lỵ đóng ở Clay Center.6

## Thông tin nhân khẩu
Theo điều tra dân số Mỹ vào năm 2000, [4] đã có 8.822 người, 3.617 hộ gia đình, và 2.517 gia đình sống trong quận hạt. Mật độ dân số là 14 người trên một dặm vuông (5/km ²). Có 4.084 đơn vị nhà ở mật độ trung bình của 6 trên một dặm vuông (2/km ²). Cơ cấu chủng tộc gồm có 97,72% người da trắng, 0,57% da đen hay Mỹ gốc Phi, 0,41% người Mỹ bản xứ, 0,15% ở châu Á, 0,26% từ các chủng tộc khác, và 0,90% từ hai hoặc nhiều chủng tộc. Hispanic hay Latino thuộc một chủng tộc nào được 0,83% dân số.

Quận được 3.617 hộ, trong đó 30,50% có trẻ em dưới 18 tuổi sống chung với họ, 59,90% là đôi vợ chồng sống với nhau, 6,10% có một chủ hộ nữ và không có chồng, và 30,40% là các gia đình không. 27,70% hộ gia đình đã được tạo ra từ các cá nhân và 15,40% có người sống một mình 65 tuổi hoặc lớn tuổi hơn là người. Cỡ hộ trung bình là 2,39 và cỡ gia đình trung bình là 2,91.
Cơ cấu độ tuổi dân cư quận đã được trải ra với 24,90% dưới độ tuổi 18, 6,70% 18-24, 23,90% 25-44, 23,70% từ 45 đến 64, và 20,80% từ 65 tuổi trở lên người. Độ tuổi trung bình là 41 năm. Đối với mỗi 100 nữ có 99,10 nam giới. Đối với mỗi 100 nữ 18 tuổi trở lên, đã có 95,60 nam giới.
Thu nhập trung bình cho một hộ gia đình trong quận đạt 33.965 USD, và thu nhập trung bình cho một gia đình là 41.103 USD. Phái nam có thu nhập trung bình 28.817 Mỹ kim so với 17.760 $ của nữ giới. Thu nhập bình quân đầu người là 17.939 $. Giới 6,80% gia đình và 10,10% dân số sống dưới mức nghèo khổ, bao gồm 14,60% những người dưới 18 tuổi và 8,60% của những người 65 tuổi hoặc hơn.